# هوارد أشمان
هوارد إليوت أشمان (17 مايو 1950 - 14 مارس 1991)، هو كاتب مسرحي وشاعر غنائي أمريكي. تعاون مع آلان مينكين في العديد من الأعمال، وهو معروف على نطاق واسع بالعديد من أفلام الرسوم المتحركة الطويلة لشركة والت ديزني. بعد وفاته، تم تضمين بعض أغاني أشمان في فيلم ديزني آخر، علاء الدين (فيلم 1992).

## وفاته
في ليلة حفل توزيع جوائز الأوسكار الثاني والستون، أخبر أشمان مينكين أنهم بحاجة إلى التحدث عندما عادوا إلى نيويورك، حيث كشف لمينكين أنه مريض ومصاب بفيروس نقص المناعة البشرية /الإيدز. تم تشخيص حالته في عام 1988. في الصباح الباكر من يوم 14 مارس 1991، توفي بسبب قصور القلب الناجم عن فيروس نقص المناعة البشرية / الإيدز في مستشفى سانت فنسنت في مانهاتن عن عمر يناهز 40 عامًا. ودفن في مقبرة أوهاب شالوم في بالتيمور بولاية ماريلاند .

## روابط خارجية
هوارد أشمان على موقع IMDb (الإنجليزية)
- هوارد أشمان على موقع ميوزك برينز (الإنجليزية)
- هوارد أشمان على موقع قاعدة بيانات برودواي على الإنترنت (الإنجليزية)
- هوارد أشمان على موقع إن إن دي بي (الإنجليزية)
- هوارد أشمان على موقع ديسكوغز (الإنجليزية)
- هوارد أشمان على موقع قاعدة بيانات الفيلم (الإنجليزية)